# Microstylum parcum
Microstylum parcum là một loài ruồi trong họ Asilidae. Microstylum parcum được Karsch miêu tả năm 1888.